# Festung von Jabrin

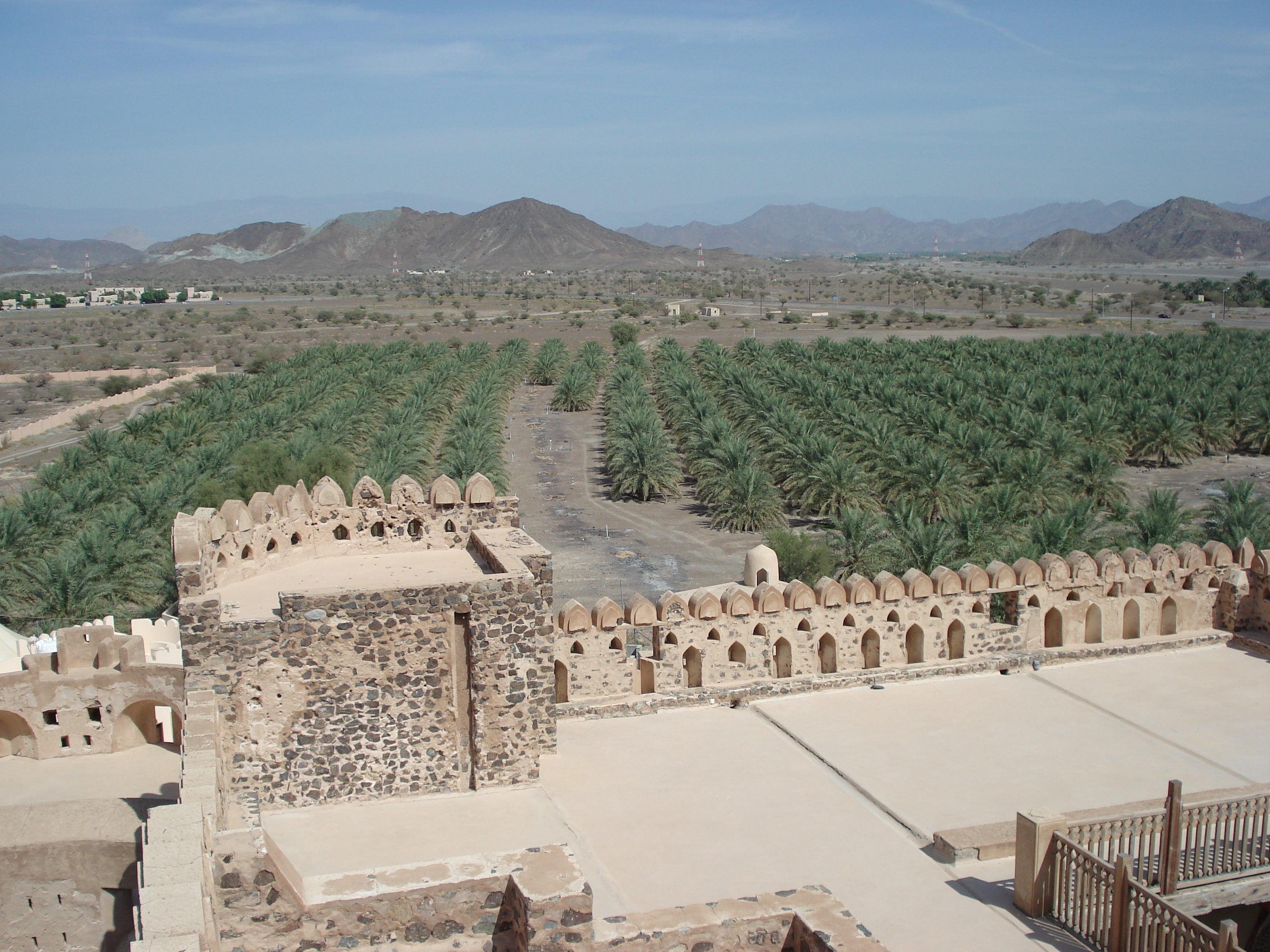
Blick von der Terrasse des Schlosses von Jabrin

Die Festung von Jabrin (eng. Fort Jabreen) ist eine Palastfestung aus dem Mittelalter am Rande der Wüste in Oman. Die Festung liegt in der Region ad-Dachiliyya, etwa fünf Kilometer von dem Ort Bahla und 180 Kilometer von der Hauptstadt Maskat entfernt. Die ursprüngliche alte Siedlung existiert nicht mehr.
Die Festung wurde 1670 von Balʿarab ibn Sultan als Sommerresidenz konstruiert und genutzt. Als dieser zum Imam bestimmt wurde, verlegt er jedoch den Regierungssitz von Rustaq nach Jabrin und machte die Festung damit bis zu seinem Tod 1692 zum politischen Zentrum. Während seiner Regierungszeit geriet er in Konflikt mit seinem Bruder Saif ibn Sultan I., weshalb er die Festung mit zusätzlichen Mauern und Wehrtürmen verstärkte. 
1984 wurde eine umfangreiche Sanierung durchgeführt. Die Ausstellungsgegenstände im Inneren umfassen diverse Möbel und Gebrauchsgegenstände und sollen den Flair des ehemaligen Hoflebens in Oman an seine Besucher vermitteln. Das Gebäude selbst ist unter anderem durch aufwändige Holzschnitzereien, Deckenmalereien und Stuckarbeiten verziert. Die Festung ist für Besucher zugänglich.

## Galerie

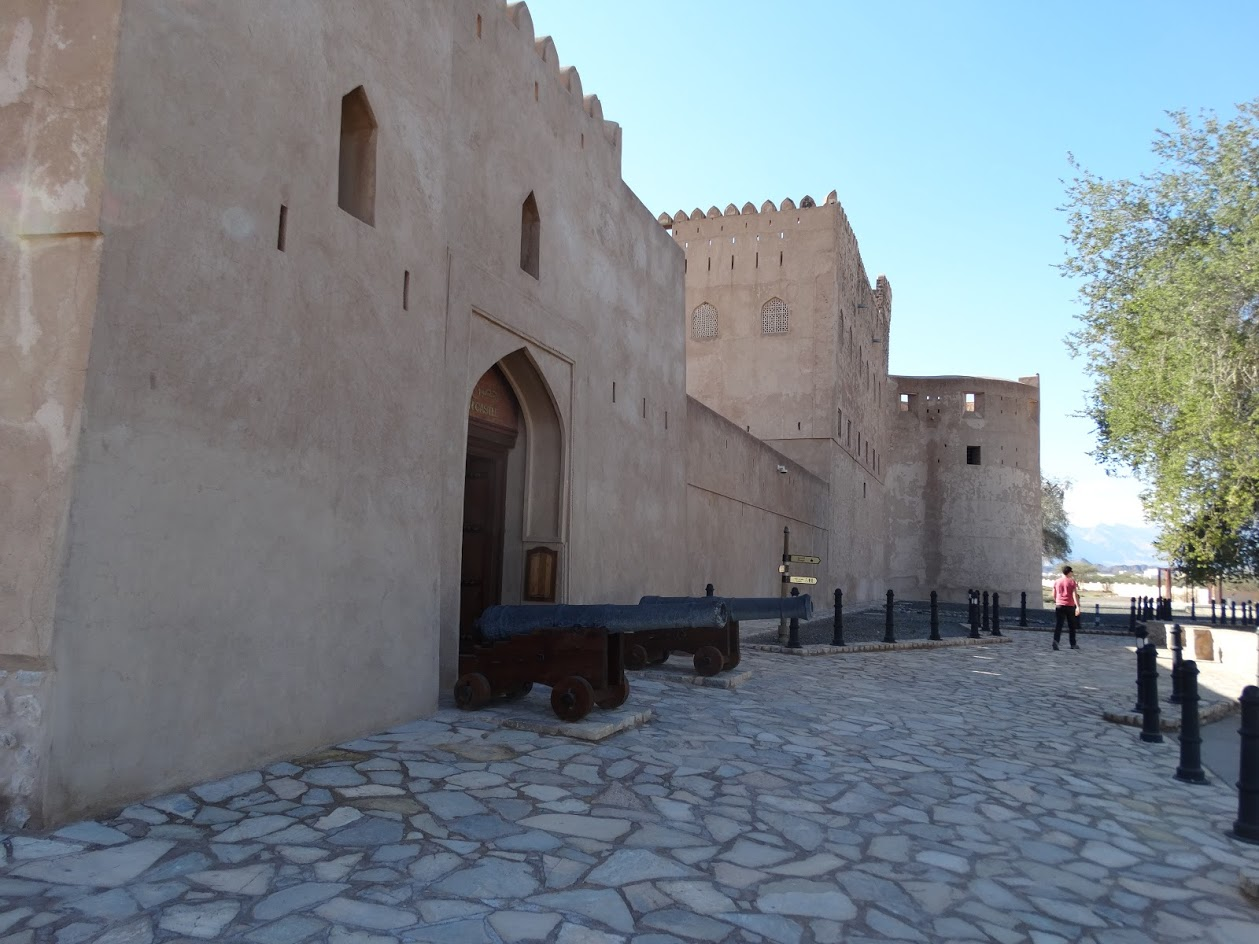
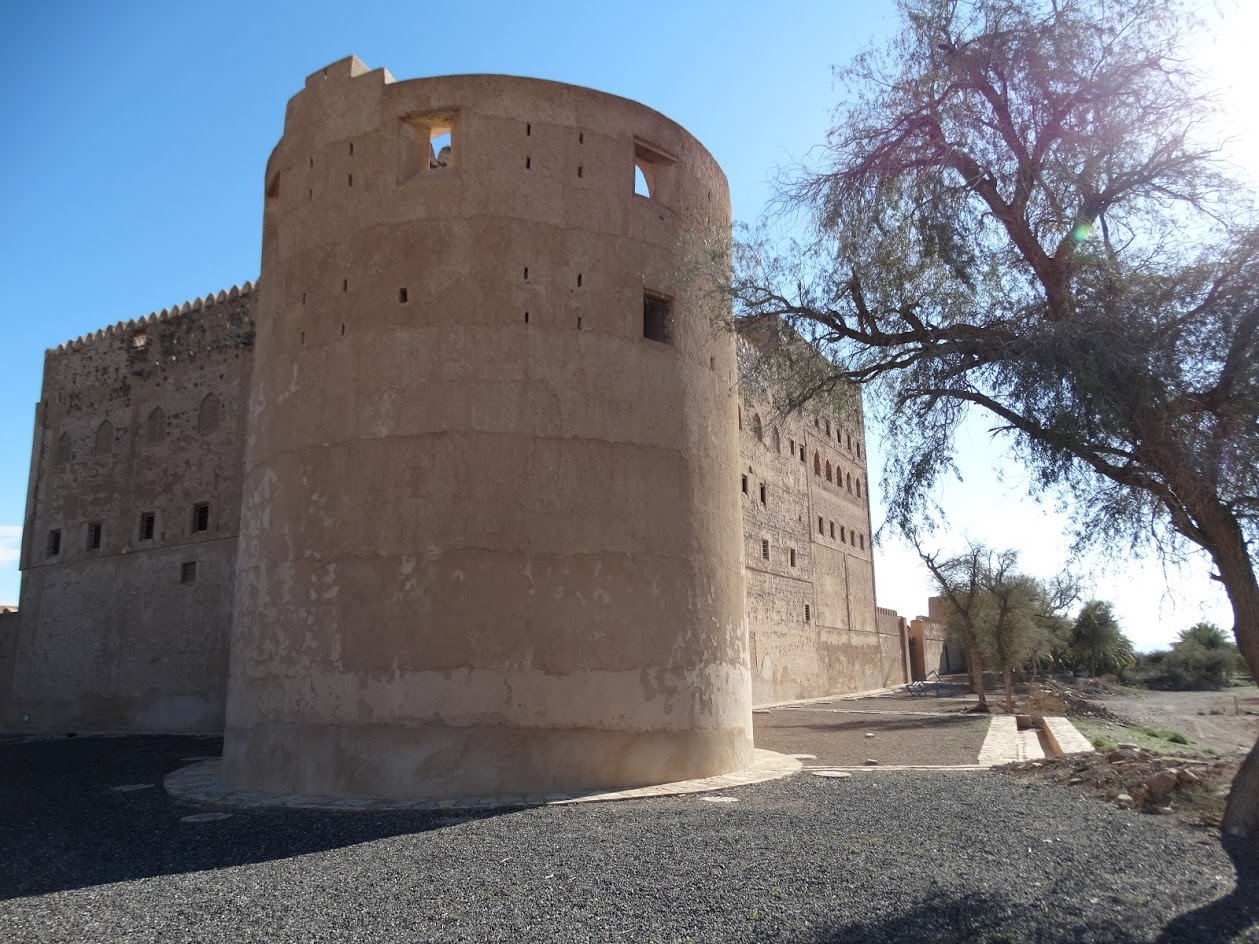
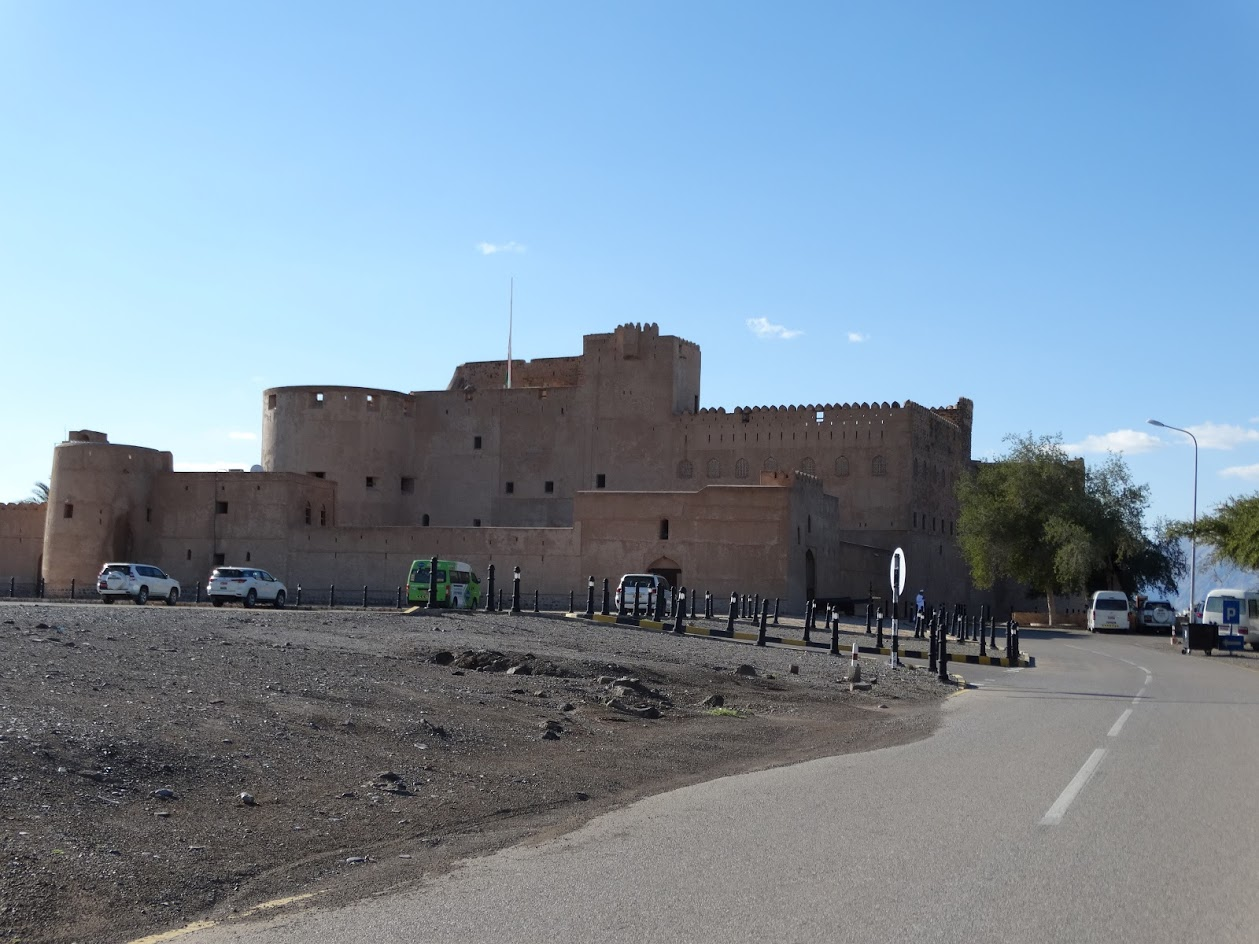
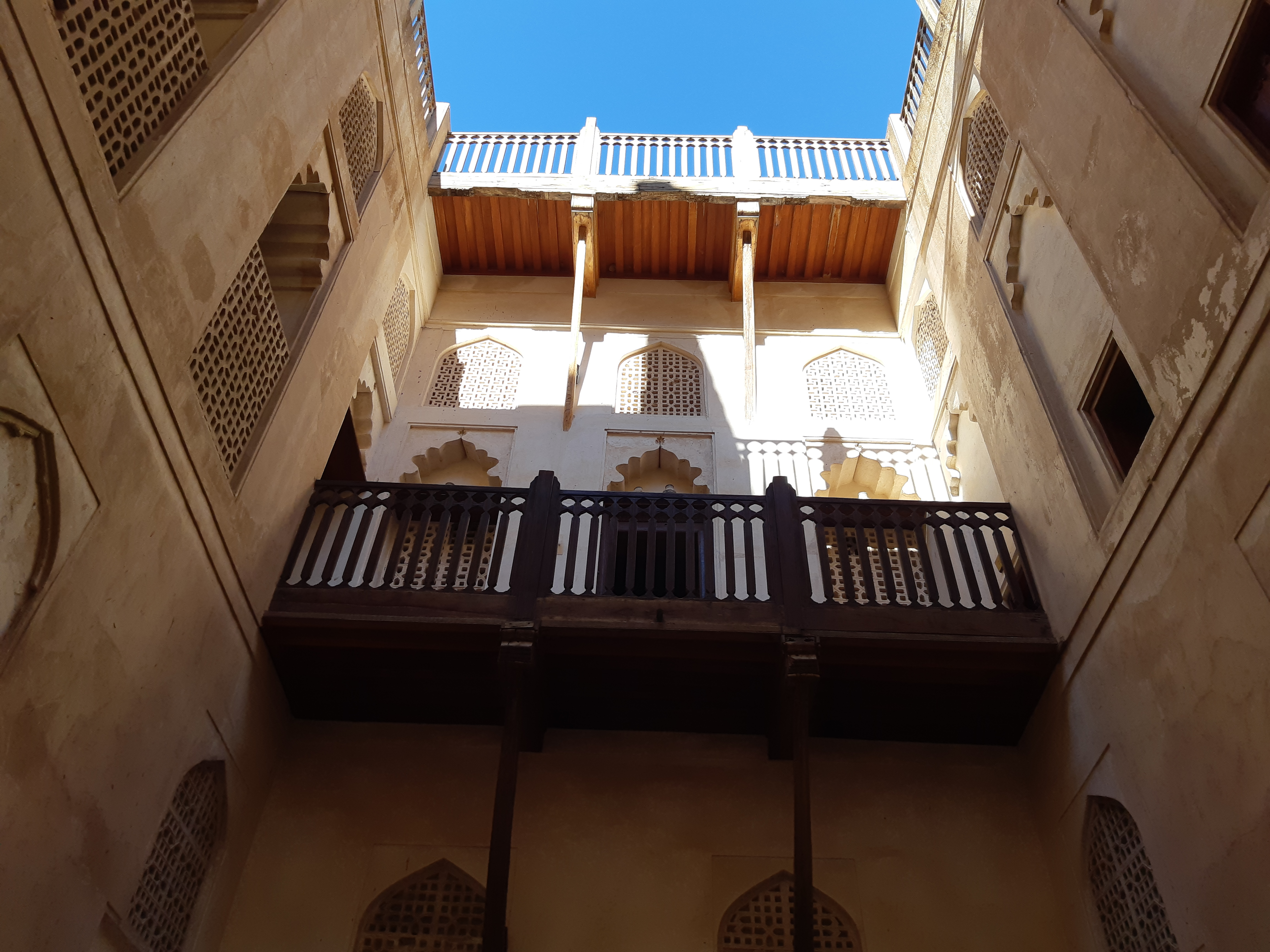
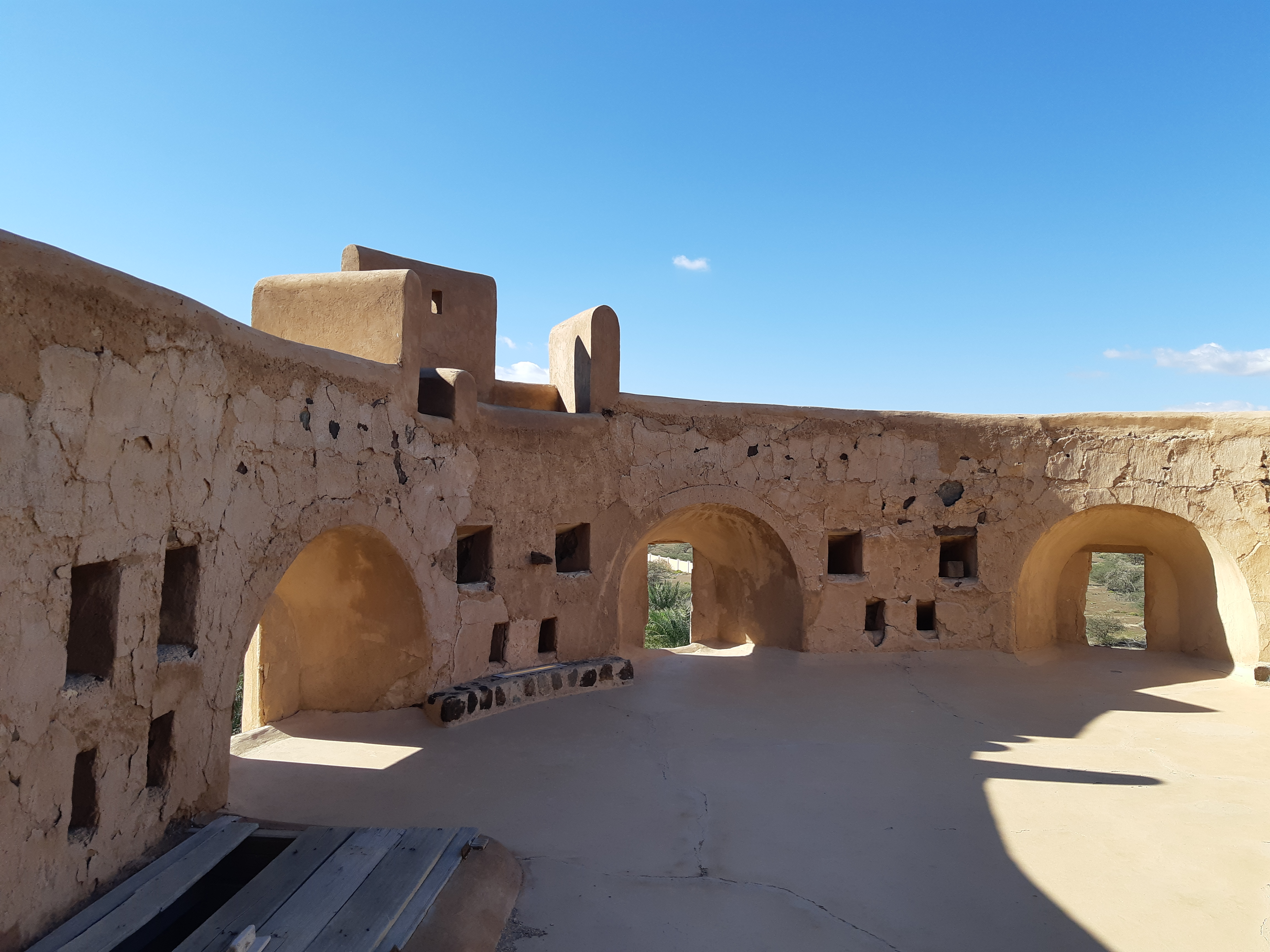
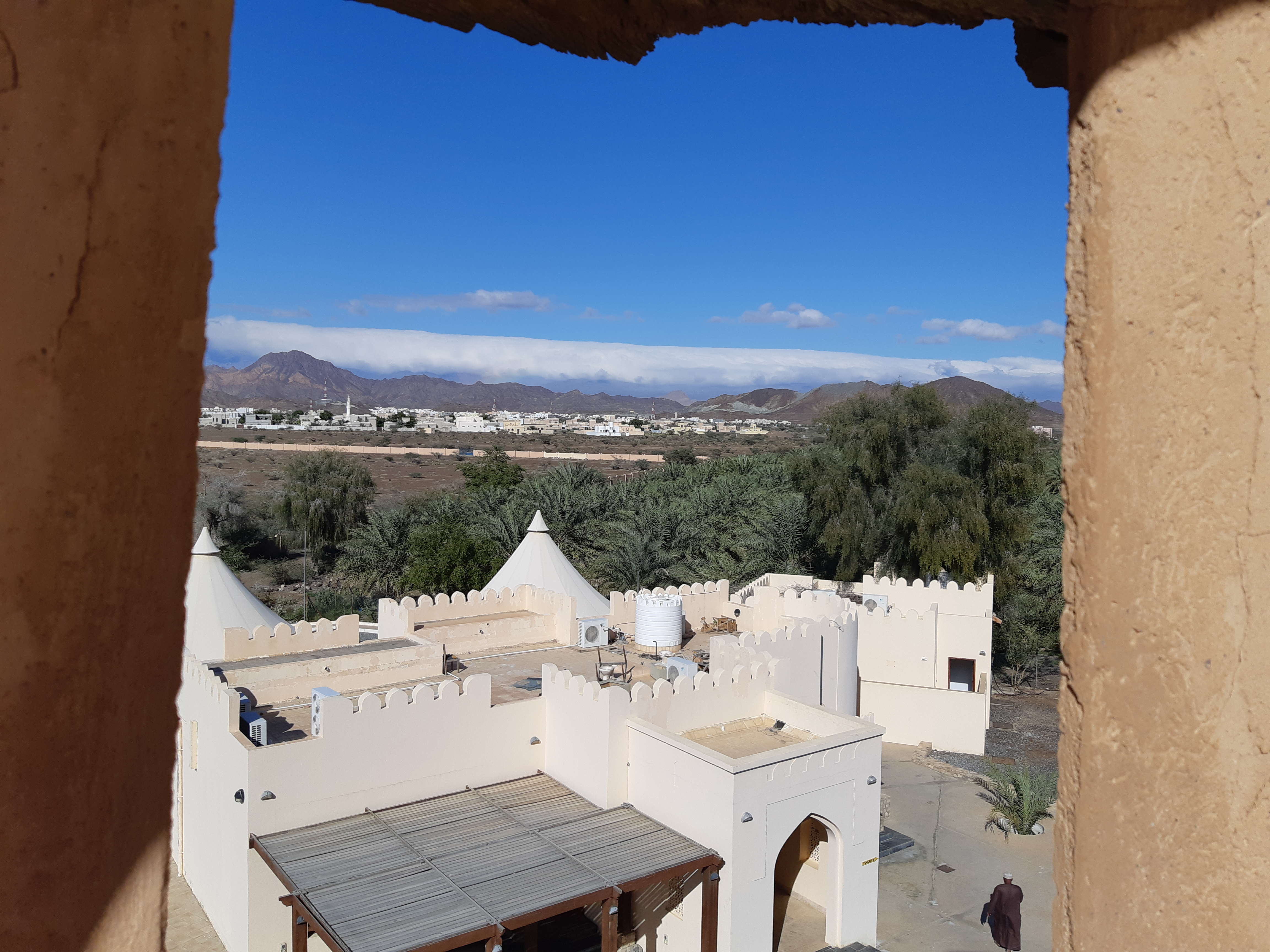
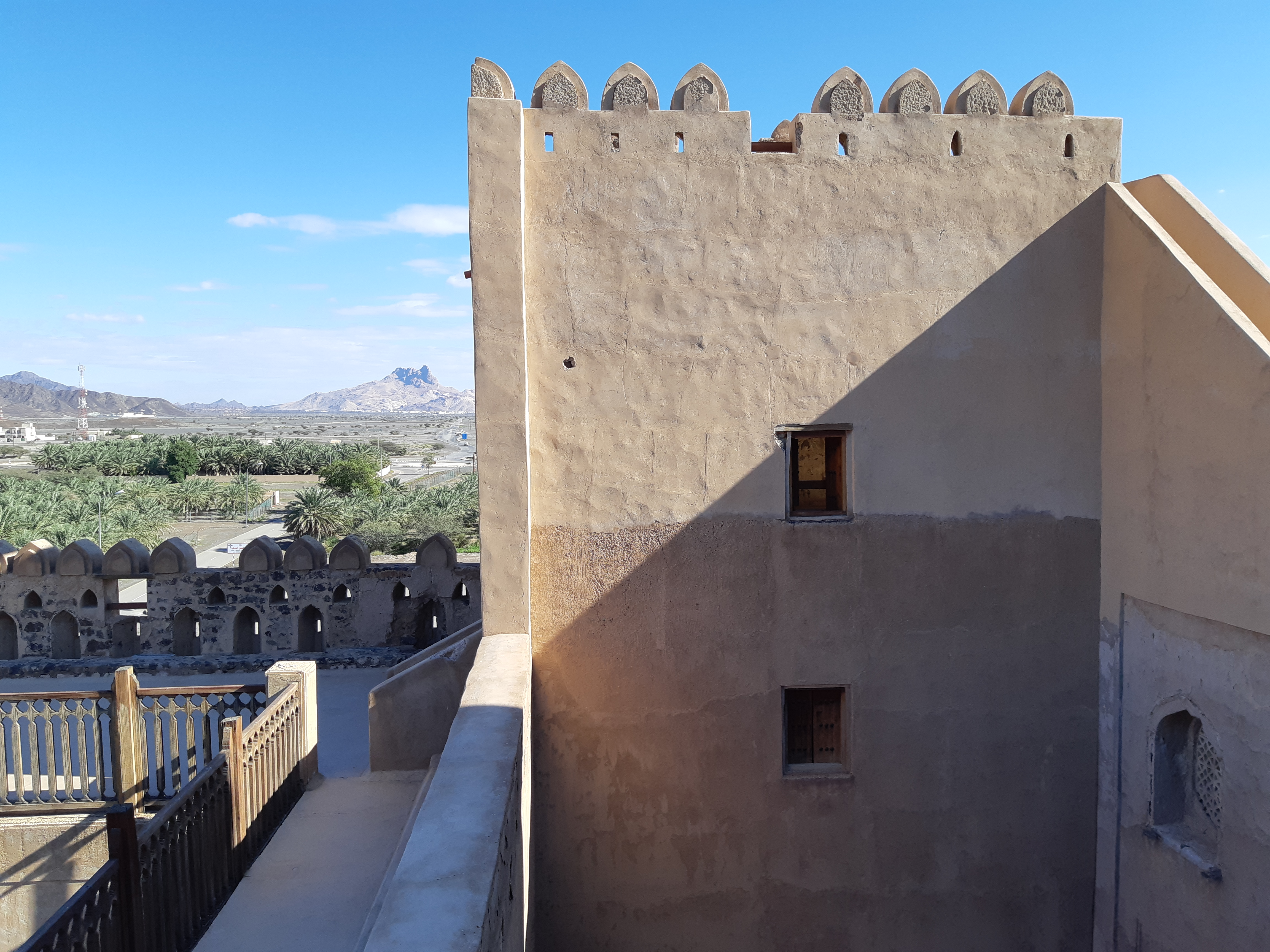
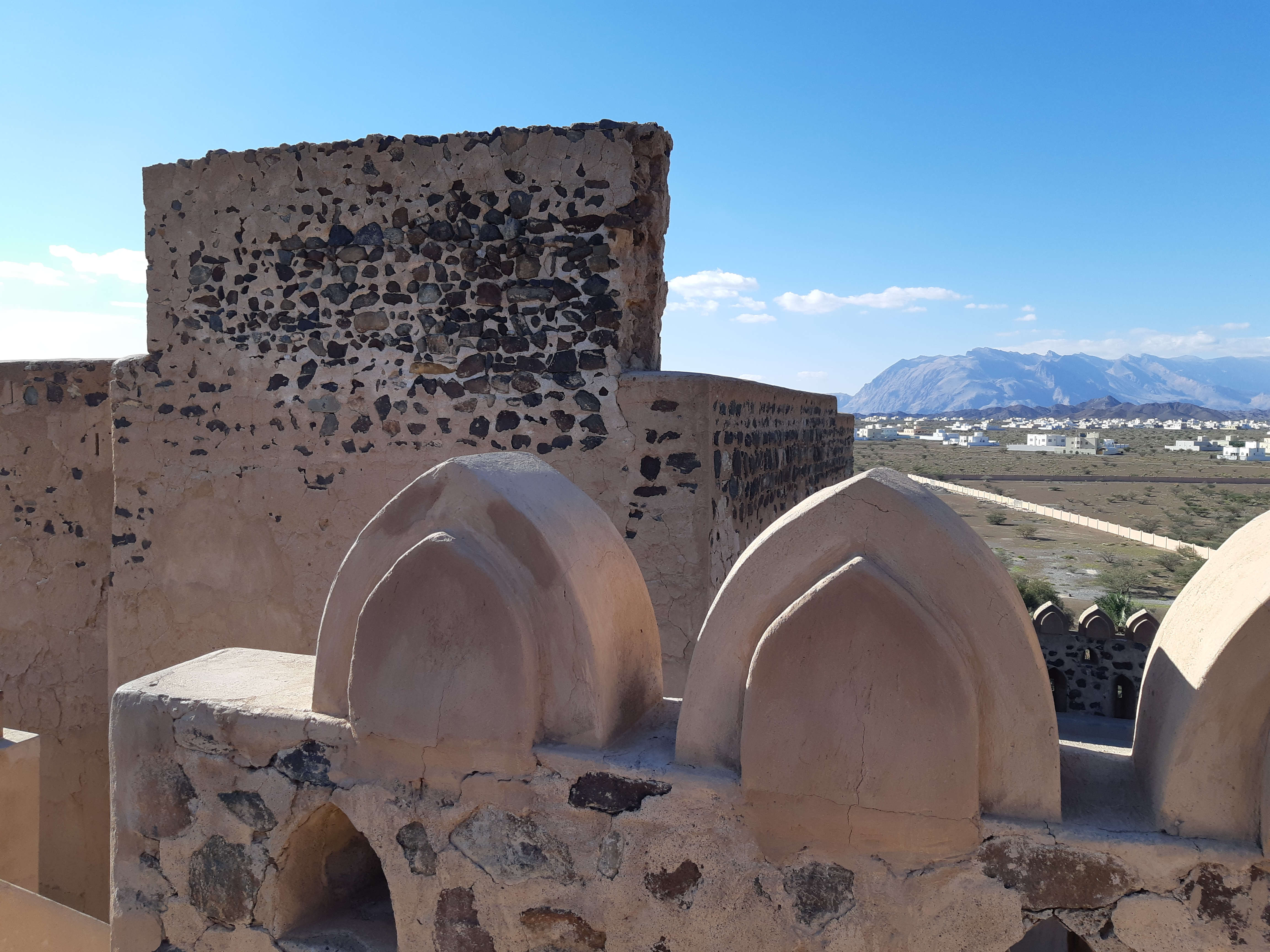